# ユフレイズ・ケジラハビ
ユフレイズ・ケジラハビ（スワヒリ語: Euphrase Kezilahabi、1944年4月13日 - 2020年1月9日）は、タンザニアの小説家、詩人、学者。
現在のウケレウェ県に生まれた。ボツワナ大学准教授を務め「現代スワヒリ語における美的アンビバレンス」や「アフリカンフィクションにおけるヒーローの概念」などについてスワヒリ語で講義や執筆活動を行った。

## 著作
- Mzingile - 1991年
- Nagona - 1990年
- Karibu Ndani - 1988年
- Rosa Mistika - 1988年
- The Concept of the Hero in African Fiction - 1983年